# Wohnpsychologie
Wohnpsychologie beschäftigt sich mit den psychologischen Kriterien für eine menschengerechte Wohnumwelt sowie mit der Wirkung dieser Wohnumwelt auf das menschliche Verhalten, Fühlen, Denken und Handeln wie auch auf die psychische Gesundheit des Individuums insgesamt.
Der Begriff der Wohnumwelt umfasst sowohl die Innenräume als auch das Gebäude samt Freibereiche sowie das gesamte aneigenbare Wohnumfeld – also alle Bereiche, die zusammen als Lebensraum eines Individuums betrachtet werden können. Darüber hinaus spielt auch noch der wohnungsbezogene Wahrnehmungsraum eine nicht unbedeutende Rolle – also all das, was man landläufig als „Aussicht“ bezeichnet.
Wohnpsychologie weist daher in Summe eine hohe praktische Relevanz auf, wenn es um die Planung und Gestaltung von Wohnungen, Gebäuden und Siedlungen geht.

## Fachliche Zuordnung
Einerseits gilt die Wohnpsychologie als Teilgebiet der Umweltpsychologie (auch: ökologische Psychologie; englisch: environmental psychology), da sie sich mit den Wechselwirkungen zwischen dem Menschen und seiner wohnungsbezogenen Umwelt auseinandersetzt.
Andererseits entlehnt Wohnpsychologie zwar ebenfalls viele Aspekte aus unterschiedlichen Teilgebieten der Psychologie: zum Beispiel der Wahrnehmungspsychologie samt Farbpsychologie, der Entwicklungspsychologie, Sozialpsychologie, der kognitiven, biologischen und humanistischen Psychologie und vielen anderen mehr. Sie legt jedoch den Schwerpunkt auf die Relevanz für die Wohnqualität, die menschliche Aufenthaltsqualität von Wohnumwelten. Sie weist also in der Hinsicht eine stärkere praktische Zielorientierung auf – in Richtung wohnungsbezogener Bedürfnisse des Menschen sowie menschengerechter Planung und Gestaltung von Wohnumwelten.
Und zum Dritten trägt die Wohnpsychologie auch einen deutlichen inter- beziehungsweise transdisziplinären Charakter mit vielen Querverbindungen zur Wohnphysiologie und Wohnbautheorie, sodass in Fachkreisen die Diskussion im Gange ist, ob die Wohnpsychologie nicht bereits als eigenständige Disziplin zu sehen ist und (ähnlich der Baubiologie) eine Brückenwissenschaft zwischen Wohnbau und den Humanwissenschaften darstellt.
Aus Sicht der Wohnbaupraxis macht eine interdisziplinäre Verknüpfung jedenfalls Sinn, da die Leitbegriffe Lebensqualität und Wohnzufriedenheit ebenfalls nur interdisziplinär zu erfassen sind.
Einen ähnlichen Ansatz vertraten bereits Michael Andritzky und Gert Selle, als sie 1979 ihre zwei Bände vom Lernbereich Wohnen publizierten, in welchen sie psychologische, soziologische und planungsbezogene Themen miteinander verknüpften.
Des Weiteren sei noch erwähnt, dass es zwischen Architekturpsychologie und Wohnpsychologie große Überlappungen gibt. Während erstere jedoch den Schwerpunkt eher auf die Wirkung von Gebäuden bzw. räumlichen Strukturen auf den Menschen legt, stellt letztere verstärkt die menschlichen Wohnbedürfnisse ins Zentrum.

## Hauptthemen
In der Grundlagenforschung versucht die Wohnpsychologie vor allem den Wirkungszusammenhängen zwischen dem Menschen und seiner Wohnumwelt auf den Grund zu gehen.
Sie geht beispielsweise folgenden Fragen nach: Wie wirken sich Wohnung und Wohnumfeld auf die Entwicklung des Menschen insbesondere der Kinder aus? Wie beeinflussen die räumlichen Strukturen das Zusammenleben der Menschen? Wie prägt das jeweilige Setting das Verhalten der Menschen? Welchen Einfluss hinsichtlich der aktuellen Befindlichkeit weist der sensorische Wahrnehmungsraum auf? etc.
Wenn es einen Schritt weiter in Richtung Anwendungsmöglichkeiten geht, dann stehen folgende Fragestellungen im Mittelpunkt: Wie lässt sich ein menschengerechter Lebensraum in psychologischer Hinsicht definieren? Was bedeutet Wohnqualität oder Lebensqualität im Wohnbaukontext und wie lässt sich diese erhöhen? Welche Wohnbedürfnisse sollte eine Wohnumwelt unbedingt erfüllen können? u. v. a. m.
Neben der Beschäftigung mit diesen allgemein menschlichen Grundlagen lässt sich noch eine zweite anwendungsorientierte Strömung beobachten, die in Richtung individuelle Persönlichkeitsberatung geht und die sich selbst ebenfalls häufig in die Rubrik Wohnpsychologie einordnet. Dabei geht es i. d. R. um Stil- und Gestaltungsthemen sowie um Fragen der Kongruenz respektive Inkongruenz zwischen individueller Persönlichkeit und Wohnraumgestaltung. Somit lässt sich diese teilweise schwer von einer klassischen Einrichtungsberatung unterscheiden bzw. tritt in Kombination mit derselben auf.

## Geschichte
Wohnpsychologie ist eine relativ junge Wissenschaft. Einen ersten großen Meilenstein zur Etablierung als eigene Wissenschaft setzte 1987 im deutschsprachigen Raum vor allem Antje Flade mit Wohnen – psychologisch betrachtet.
Es folgten in den 1990er Jahren Werke von Rotraut Walden, die u. a. in ihrer Publikation Lebendiges Wohnen psychologische Leitlinien für eine menschengerechte Wohnbauplanung formuliert, und von Hans Joachim Harloff u. a., der mit Psychologie des Wohnungs- und Siedlungsbaus einen Anstoß für eine bessere Zusammenarbeit von Psychologen und Planern geben will. Harald Deinsberger wiederum versucht 2007 in seiner Psycho-Logik von Wohnbaustrukturen die Bereiche Wohnpsychologie und Wohnbautheorie stärker miteinander zu verknüpfen um konkrete Rückschlüsse für die Planungspraxis ziehen zu können.
Mit dem Konzept der salutogenen bzw. pathogenen Faktoren rückt u. a. Herbert Reichl in jüngerer Zeit die psychologischen Gesundheitsaspekte beim Wohnbau verstärkt ins Zentrum.

## Praktische Bedeutung
Die hohe praktische Relevanz erstreckt sich über den gesamten menschlichen Lebensraum, beginnend bei der Gestaltung und Einrichtung von Innenräumen, der Konzipierung von Gebäuden, Siedlungen, ländlichen und städtischen Wohnquartieren, der Wohnumfeld-Gestaltung etc. Vor allem aufgrund des damit verbundenen Qualitätsgewinns ist die Bedeutung der Wohnpsychologie sukzessive im Steigen begriffen.
Darüber hinaus sind viele Erkenntnisse aus der Wohnpsychologie zum Teil auch überall dort von Relevanz, wo sich Menschen längere Zeit aufhalten (müssen), z. B.: Krankenanstalten, Sanatorien, Heime, Beherbergungsgebäude aller Art, aber auch Büro- und Arbeitsräume oder Kinderbetreuungseinrichtungen etc.